# الدوري الأمريكي للمحترفين 1994
الدوري الأمريكي للمحترفين 1994م (بالإنجليزية: 1994 American Professional Soccer League)‏ هو موسم من الدوري الأمريكي للمحترفين ‏. أشرف على تنظيمه الدوري الأمريكي للمحترفين ‏، وكان عدد الأندية المشاركة فيه 7، وفاز فيه مونتريال إمباكت (1992–2011).